# Francisco Fernández Santamaría
Francisco Fernández Santamaría (Palencia; 5 de mayo de 1917 - Valladolid; 23 de diciembre de 1996) fue un comerciante y político español, alcalde de Valladolid.

## Biografía
Aunque Fernández Santamaría nació en Palencia, con tan solo dos años de edad su familia se trasladó a Valladolid, donde residió desde aquel momento. Estudió en la Escuela Profesional de Comercio de Valladolid, en la que obtuvo el título de profesor mercantil en 1940. Unos años después fundó, junto a varios socios, la empresa Almacenes Javier, dedicada al comercio al por menor de joyería, cerámica y otros artículos de regalo, con varias tiendas y almacenes. Fue presidente, entre 1979 y 1982, de la Cámara Oficial de Comercio e Industria de Valladolid, y estuvo involucrado en la dirección de otras organizaciones empresariales de ámbito nacional. Casado, tuvo tres hijos.

## Alcaldía
Aunque Fernández Santamaría se declaraba como independiente, no ocultaba sus simpatías por ANEPA («Asociación Nacional para el Estudio de los Problemas Actuales», en su origen una asociación cultural que cuando la coyuntura lo permitió se transformó en partido político de centro-derecha. Posteriormente se integraría en Alianza Popular). Su ideología se completaba por una marcada fe católica y un moderado regionalismo.
Fernández Santamaría fue el primer alcalde de la ciudad de Valladolid tras el Franquismo elegido por votación de los concejales en vez de por designación gubernativa. Con su elección se abrió, por tanto, la transición en el Ayuntamiento de la ciudad, proceso que se cerró con las elecciones de 1979, que supondrían la alcaldía para Tomás Rodríguez Bolaños, primer alcalde democrático de la ciudad desde Antonio García Quintana.
El breve periodo de gobierno municipal de Fernández Santamaría estuvo marcado en la calle y en la sociedad por frecuentes conflictos e incidentes propios de aquella convulsa época de la historia de España. Desde los asuntos de índole más nacional, como la puesta en marcha de las primeras formaciones políticas tras la celebración de las elecciones del 77 o las numerosas huelgas en parte laborales y en parte políticas (FASA, NICAS, Michelín, sector de la construcción...); hasta los asuntos de tintes completamente locales: protestas en los barrios periféricos en demanda de mejores servicios e infraestructuras, la ocupación de las viviendas sociales del Barrio España, manifestaciones vecinales contra los efectos contaminantes de La Cerámica de Eloy Silió en Los Vadillos, contra el plan parcial «Ribera de Castilla» en La Rondilla, o contra el desarrollo urbanístico de la ciudad en general por otros puntos. Pero, sin duda, el conflicto más importante al que debió hacer frente desde la alcaldía fue la contundente huelga de los trabajadores del Servicio Municipal de Limpieza convocada por plataformas clandestinas de extrema izquierda entre junio y julio de 1977 en demanda, fundamentalmente, de mejoras salariales, una «huelga de basuras» que transformó el panorama urbano veraniego en un pestilente estercolero.
Mientras tanto, entre los miembros de la Corporación también aparecían fuertes tensiones entre los munícipes más «rupturistas», «reformistas» e «inmovilistas», según la terminología de una época en la que los concejales aún no provenían de elecciones por sufragio universal entre los partidos políticos, sino que eran elegidos por «tercios» en lo que se denominaba «democracia orgánica».
Entre los logros del mandato se pueden mencionar diversas cesiones de espacios para guarderías, colegios e institutos en los barrios, la adquisición de locales para hogares de ancianos, la ampliación de varios espacios libres y zonas verdes (paseo del Cid, paseo alto de las Moreras, plazas Circular, de Los Vadillos, de Portugalete, de las Batallas y de la Universidad... Mención aparte merecen la aprobación en junio de 1976 de un plan de ordenación del tráfico y en 1977 del plan parcial Parquesol, germen de uno de los barrios más populosos de la ciudad. Tras su dimisión, el mismo Fernández Santamaría anotó dos asuntos en su debe: no haber podido materializar la «segunda operación barrios» de obras e infraestructuras y no haber conseguido redactar el «plan quinquenal de actuación urbana».
| Predecesor: Julio Hernández Díez | Alcalde de Valladolid 1976–1977 | Sucesor: Manuel Vidal García |